# Dewildemania
Dewildemania là một chi thực vật có hoa trong họ Cúc (Asteraceae).

## Loài
Chi Dewildemania gồm các loài: